# Iwanowice-Naboków
Iwanowice-Naboków est une localité polonaise de la gmina d'Opatów, située dans le powiat de Kłobuck en voïvodie de Silésie.